# Johann Friedrich von Hiller
Johann Friedrich Hiller, ab 1790 Freiherr von Hiller (* 1723 in Dresden; † 20. Mai 1803 in Freiberg), war ein kurfürstlich-sächsischer General der Infanterie.

## Leben und Werk
Hiller stammte aus einer bürgerlichen Offiziersfamilie aus Dresden, trat in die Fußstapfen seines Vaters und wurde 1744 Offizier. Seinen höchsten Dienstgrad erhielt er am 5. Mai 1799 als General der Infanterie. Für seine außerordentlichen Verdienste um das Kurfürstentum Sachsen wurde er am 10. Februar 1790 vom Kaiser in den Adelsstand und noch im gleichen Jahr am 21. August 1790 im Reichsvikariat in den Freiherrenstand erhoben. Seine letzten Lebensjahre verlebte er in den Bergstadt Freiberg, wo er 1803 starb. In Freiberg wurde auch sein Sohn Karl Friedrich (1777–1812) geboren, der auf Napoleons Russlandfeldzug fiel.

## Familie und Nachkommen
Hiller heiratete Johanna Frederike Lippolt († 18. Juli 1802 in Freiberg). Deren Sohn Karl Friedrich (* 10. Oktober 1877; † 1812 in Russland) wurde Major der sächsischen Artillerie und war mit Luise Frederike von Hartitzsch († 1833) verheiratet. Der Major hatte zwei Kinder: Luise Frederike (* 11. September 1804) verheiratet mit Dr.med. Schwabe in Leipzig sowie Moritz Heinrich (* 15. März 1806; † 19. November 1865) verheiratet mit Mathilde von Johnston und Krögeborn (* 29. Mai 1811; † 13. Mai 1851). Moritz Heinrich hinterließ eine Tochter: Mathilde Sophie Caroline (* 25. Oktober 1841) diese heiratete den Landrat Freiherr Max von Sauerma-Ruppersdorf (1836–1909). Damit endete die männliche Linie derer von Hiller.